# Pepe Le Pew
Pepe Le Pew es un personaje de las series de dibujos animados de Warner Bros, Looney Tunes y Merrie Melodies, introducido por primera vez en 1945. Representado como una mofeta macho francés, con estilo alemán. Pepe está constantemente en busca de amor y aprecio. Sin embargo, su ofensivo olor suele causar el rechazo de otros personajes.

## Premisa
Sus historias suelen involucrar a Pepe en la búsqueda de una gata de color negro, Penelope Pussycat, de la cual se siente atraído, y a quien Pepe erróneamente confunde con una hembra de su misma especie.
Penélope frenéticamente intenta alejarse de él a causa de su olor, mientras que Pepe la sigue a un ritmo pausado. El error del protagonista se debe a que, al comenzar cada capítulo, ella recurrentemente y de manera accidental queda pintada con una franja blanca sobre su pelaje negro, lo que le da la apariencia similar al de una hembra de zorrillo.
Pepe se caracteriza por ser galante, poético e insistente.
Tiene un muy fuerte acento francés y a menudo usa palabras francesas, o que simulan serlo, cuando habla.

## Narcisismo
Pepe describe a Penélope como afortunada por ser el objeto de sus afectos, y utiliza un romántico paradigma para explicar sus fracasos para seducirla. Por ejemplo, describe un golpe de martillo a la cabeza, como una forma de coqueteo, en lugar de un rechazo. En consecuencia, él no muestra ningún signo de daño narcisista o pérdida de confianza, no importa cuantas veces es rechazado.

## Producción
Los datos sobre los orígenes del personaje no son precisos; Chuck Jones, su creador, se caracterizaba por ser muy diferente a Pepe, dado que era de un carácter tímido; al respecto, escribió que Pepe estaba basado (someramente) en la personalidad de su colega de Termite Terrace, el escritor Tedd Pierce, un "mujeriego" con estilo propio quien siempre asumía que sus enamoramientos eran correspondidos.
La voz de Pepe, interpretada por Mel Blanc, se basó en "Pépé le Moko d'Algiers" de Charles Boyer, una nueva versión del filme francés de 1937 "Pépé le Moko".
Pepe se ve a sí mismo como un atractivo amante a la antigua, pero las damas lo ven como un zorrillo con problemas para "contenerse a sí mismo". Su hedor, de hecho, es tan malo que muchas personas, hombres y mujeres, huyen para evitar ser rociados. Se podría traducir como "Pepe La Peste" o "Pepe El Apestoso".
Pepe y su amada Penélope fueron protagonistas del corto "Por razones sentimentales" ganador de un premio Óscar en la categoría de mejor corto de animación, en el año 1949.
Pepé fue, en un momento, parte integral de la historia de la película Looney Tunes: Back in Action (con la voz de Bruce Lanoil). Originalmente, una vez que Bugs Bunny, Pato Lucas, DJ y Kate llegaban a París, Pepé debía darles una sesión informativa sobre la misión dentro de una tienda de regalos. Quizás debido a que el grupo recibió su equipo en el Área 52, la escena de Pepé fue cortada, y en la película final, él juega solo un pequeño papel, vestido como un oficial de policía, que intenta ayudar a DJ (interpretado por Brendan Fraser) después que Kate (interpretada por Jenna Elfman) es secuestrada. Sin embargo, aparece una animación no utilizada de él y Penélope durante los créditos finales, lo que da a los espectadores un vistazo poco común a su escena de corte, y su escena de corte aparece en las adaptaciones impresas de la película. Pepé también aparece en Space Jam (con la voz de Maurice LaMarche), donde su voz curiosamente se ha cambiado a una aproximación de Maurice Chevalier, a diferencia de una vocalización más tradicional.

## Crítica
Las actuaciones del personaje han sido criticadas por normalizar la cultura de la violación y perpetuar los estereotipos de la cultura francesa. Amber E. George, en su ensayo de 2017 «Pride or Prejudice? Exploring Issues of Queerness, Speciesism, and Disability in Warner Bros. Looney Tunes» («¿Orgullo o prejuicio? Explorando cuestiones de queerness, especismo y discapacidad en Looney Tunes de Warner Bros.»), describe las acciones de Pepé hacia Penelope Pussycat como «acoso sexual, acecho y abuso» y señaló que las cualidades de Pepé se burlan del pueblo francés y de su cultura.
La controversia sobre el personaje se renovó cuando Warner Bros. anunció que Pepe Le Pew había sido eliminado de Space Jam: A New Legacy y no regresaría para futuros proyectos de los estudios, al menos en el corto plazo, siendo también eliminado de los clásicos animados que se emiten en los medios filiales de WarnerMedia. En una columna de 2021 para The New York Times, Charles M. Blow escribió que Pepé normalizó la cultura de la violación. El actor y comediante Dave Chappelle llamó a Pepe Le Pew en marzo de 2021 violador, en medio de una presentación de su stand up Killin' Them Softly. Linda Jones Clough, la hija del creador de Pepé, dice que no cree que nadie vea dibujos animados de Pepé y se sienta inspirado a violar a alguien, pero vio la opción de darle un descanso por un tiempo como una decisión apropiada. Clough también sugirió algo que reflejaba la visión de su padre, escribirlo como un buscador de empleo que sigue siendo rechazado, pero cambia su rutina pensando que es perfecto. Gabriel Iglesias, voz de Speedy Gonzales en Space Jam: A New Legacy, dijo que no podía decir que alguna vez vio al personaje bajo una luz negativa y que al crecer viendo las caricaturas originales, dijo que era solo de otro tiempo.
Mark Evanier observó que incluso el cocreador de Pepé, Maltese, «no (...) le tenía mucho cariño», e informó de la afirmación de Maltese de que los dibujos animados posteriores de Pepé fueron el resultado del éxito de los primeros; Evanier también señaló que cuando incluyó un cameo de Pepé en el guion de un número de Gold Key Comics en 1975, se enteró de que no existía ningún modelo de Pepé y que un representante de Warner Bros. dijo que «no había suficiente interés en ese personaje».

## Película cancelada
En octubre de 2010, se informó que Mike Myers interpretaría a Pepé Le Pew en una película de imagen real basada en el personaje, aunque desde entonces no ha surgido información sobre este proyecto. En julio de 2016, se reveló en la Comic-Con de San Diego que Max Landis estaba escribiendo una película de Pepé Le Pew para Warner Bros. No ha habido nueva información desde entonces debido a las acusaciones de agresión sexual contra Landis en 2017, y un informe de que aún no se ha planeado que el personaje aparezca en futuras producciones de Warner Bros. deja en duda la película.

## En la cultura popular
El actor Johnny Depp ha declarado que para interpretar a su personaje de las películas Piratas del Caribe, Jack Sparrow, se inspiró parcialmente en el zorrillo, así como en Keith Richards, guitarrista de los Rolling Stones.
Se hace referencia a Pepe Le Pew en la canción Beeswax de la popular banda de grunge estadounidense Nirvana.